# Старе Бучиці
Старе Бучиці (пол. Stare Buczyce) — село в Польщі, у гміні Янів Підляський Більського повіту Люблінського воєводства.
Населення — 173 особи (2011).
У 1975-1998 роках село належало до Білопідляського воєводства.

## Демографія
Демографічна структура станом на 31 березня 2011 року:
|          | Загалом | Допрацездатний вік | Працездатний вік | Постпрацездатний вік |
| -------- | ------- | ------------------ | ---------------- | -------------------- |
| Чоловіки | 88      | 21                 | 58               | 9                    |
| Жінки    | 85      | 21                 | 45               | 19                   |
| Разом    | 173     | 42                 | 103              | 28                   |